# 似雞龍屬

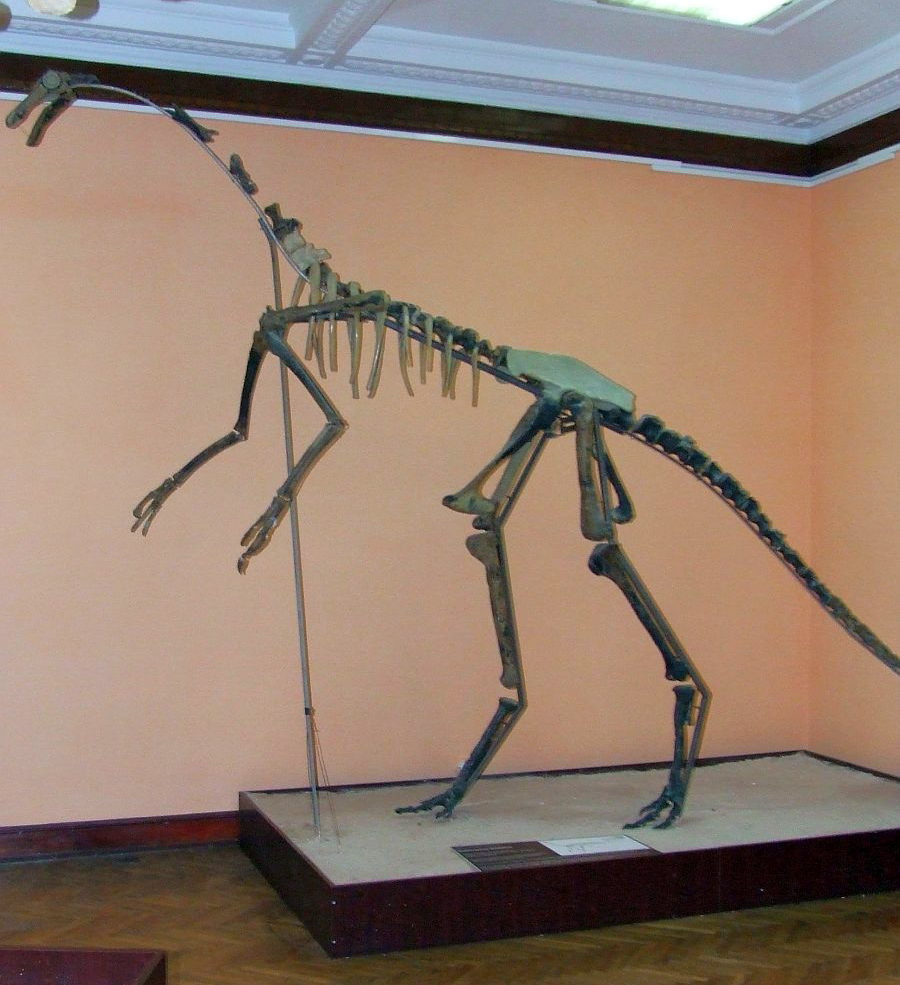
似雞龍的骨架，位於波蘭

似雞龍屬（學名：Gallimimus，意為「雞的模仿者」）是似鳥龍科下的一屬恐龍，是一種奔跑速度非常之快的兩足恐龍，主要以植物為食，比似鴕龍更加類似現代鴕鳥。似雞龍的化石於蒙古國的耐梅蓋特層中被大量發現，經常存在於現代戈壁沙漠之中，化石數量中等；牠和近親似鴕龍、似鳥龍整兩個近親的骨骼結構极度类似，但是化石卻遠遠少於似鴕龍。似雞龍在年代上的生存時間為為上白堊紀馬斯垂克階。似雞龍最長可達4-6米及體重440公斤，是最大的似鳥龍科恐龍。似雞龍的化石雖然總數不多，但有很多完整的個體骨骼，包括有臀部0.5米高的幼體至2米高的成體，是考古學家最快掌握其完整訊息的恐龍之一。

## 發現及物種

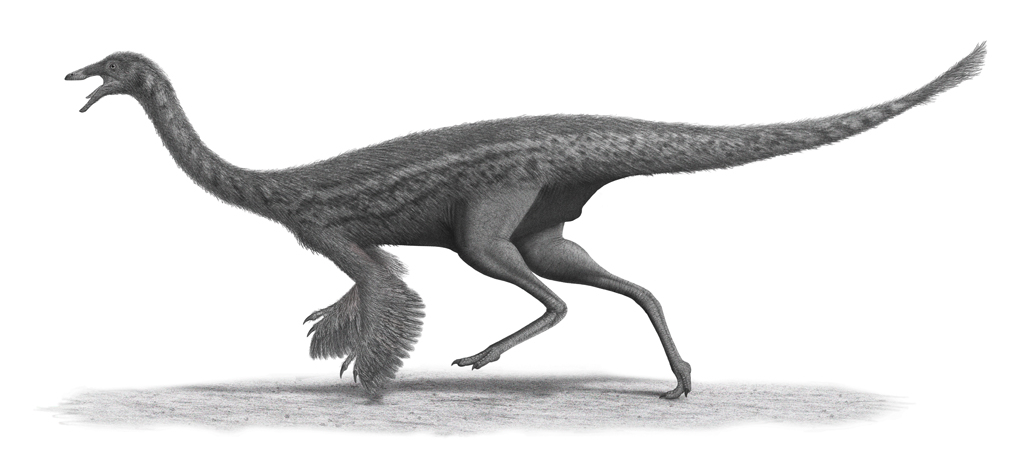
有羽毛版本的似雞龍想像圖

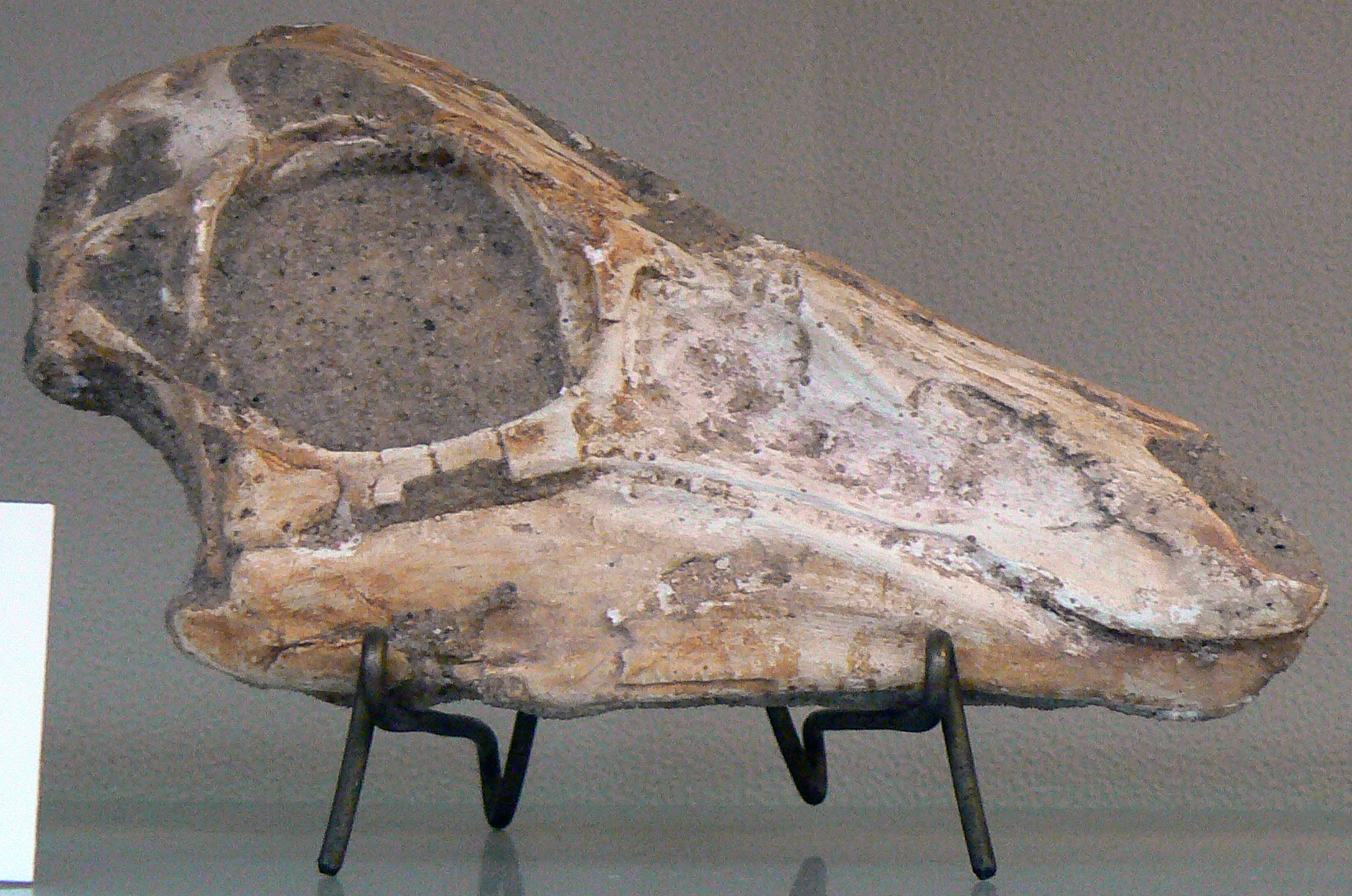
似雞龍幼體的頭顱骨。

似雞龍的化石是於20世纪70年代早期在蒙古的戈壁沙漠被發現，並且由瑞欽·巴思缽（Rinchen Barsbold）等古生物學家命名。屬名來自拉丁文的 gallus（雞）與 mimos（模仿者），主要是因為似雞龍的頸部骨骼和現生的雞形目鳥類非常相似。唯一的有效物種是模式種氣腔似雞龍（G. bullatus，或譯風力似雞龍），種名源自於古羅馬貴族青年所配戴的球狀金屬製護身符「Bulla」，是指似雞龍顱底有個外形與之相似的球狀結構。第二個被提出的物種稱為蒙古似雞龍（"G. mongoliensis"）卻從未正式編入此屬中，日本古生物學家小林快次則認為，「蒙古似雞龍」並不屬於似雞龍屬，而應該屬於另一類未命名的似鳥龍科。

## 古生物學
似雞龍有著小型的頭部、大眼睛、長頸、短臂、長腳及長尾巴，外型有點像鴕鳥。似雞龍的特徵是手部與肱骨比例，短於似鳥龍類。牠的尾巴是用作平衡身體。眼睛在頭部的兩側，可見牠並沒有立體視覺，但較適合發覺四周的危險。就像現今的鳥類，牠的骨頭是空心的。似雞龍的身體有很多適應性的特徵，顯示牠是跑得非常快的，例如長四肢、長脛骨、長蹠骨及短趾，脛骨比股骨長，適合衝刺，但牠奔跑的速度卻不得而知。似雞龍的前肢各有三根手指，長而彎的指爪可能用來勾住樹枝，或是抓住小型動物。尾巴長而硬挺，可平衡頭部與頸部的重量。
在其中一個似雞龍頭顱骨上有化石化的喙，在喙上的稜脊令人認為牠像鴨一樣是濾食性攝食。但是，相似的稜脊亦可見於其他草食性的海龜及似鳥龍科，而在相對乾旱的季節，濾食性攝食似乎不太可行。似雞龍似乎可能是雜食性動物，利用牠的喙嘴吃植物及捕捉小型動物。

## 大眾文化
似雞龍曾出現於電影《侏儸紀公園》（Jurassic Park）之中，一群奔跑中的似雞龍正穿越一片平原，以逃離暴龍的追趕，而該隻暴龍最後獵食了其中一隻似雞龍；似雞龍也出現在續集《侏儸紀公園：失落的世界》（The Lost World: Jurassic Park）中，在一個集體獵捕的場景中出現；似鸡龙还出现在了《侏罗纪世界》和《侏罗纪世界2》的场景中，在这两个场景中牠凑是成群结队的奔跑，而且都伴有吉普车的追赶。
除此之外，侏罗纪世界白垩冒险营也要出现过似雞龍。当时，主角戴维斯正在向一群似雞龍写生。但是，似雞龍群都被某样东西吓到了！戴维斯走近一看，竟是一只挂在树上的似雞龍尸体！